# Рудольф Барч
Рудольф Ханс Барч (нім. Rudolf Hans Bartsch; 11 лютого 1873, Ґрац — 7 лютого 1952, Ґрац) — австрійський письменник і військовий офіцер, був шість разів номінований на Нобелівську премію з літератури.

## Біографія
Рудольф Ханс Барч писав романи та оповідання, які, на думку сучасних критиків, часто прославляли стару Австрію, викликаючи у читача почуття ностальгії по ній. Так дослідник світової та німецької літератури Геро фон Вільперт назвав Барча дуже плідним, некритичним оповідачем старого австрійського типу з сентиментальними романами і розповідями, милими і гірко-солодкими любовними історіями, що відрізняються грайливою легковажністю. Його роман про композитора Франца Шуберта «Грибочек» (нім. Schwammerl)), що став однією з найуспішніших австрійських книг до Другої світової війни, послужив в 1916 році основою для оперети «Будинок трьох дівчат» (нім. Das Dreimäderlhaus) композитора Генріха Берті, яка також була кілька разів екранізована.
У поемі «Осінній хор Пану» Барч адаптував до сучасних реалій древній міф про Пана і зміну пір року, яка в його творі служить алегорією швидкоплинність життя і зміни її циклів. Ця поема отримала велику популярність, коли в січні 1911 року була покладена на музику Йозефом Марксом, який в той час був одним з найпопулярніших пісенних композиторів Австрії. Ця одноактна кантата для мішаного хору, хору хлопчиків, органу і великого оркестру стала першим оркестровим твором, написаним Марксом. У червні 2008 року «Осінній хор Пану» був записаний Симфонічним оркестром і хором BBC під керівництвом Їржі Белоглавека разом з іншими хоровими творами Йозефа Маркса для британського лейбла «Chandos Records».
Вулиці на честь Барча були названі в його рідному місті Грац, а також в Лайбніці і Мурекі. Він також є почесним громадянина Граца з 1952 року.

## Романи
- Zwölf aus der Steiermark, 1908
- Elisabeth Kött, 1909
- Schwammerl, 1912
- Das deutsche Leid, 1912
- Die Geschichte von der Hannerl und ihren Liebhabern, 1913
- Der letzte Student, Ullstein, Berlin 1913
- ER. Ein Buch der Andacht, 1915
- Der Flieger, 1915
- Frau Utta und der Jäger, 1915
- Lukas Rabesam, 1917
- Der junge Dichter. Roman, 1918
- Heidentum. Die Geschichte eines Vereinsamten, 1919
- Ewiges Arkadien!, 1920
- Seine Jüdin oder Jakob Böhmes Schusterkugel, 1921
- Ein Landstreicher, 1921
- Die Haindlkinder
- Das Tierchen. Die Geschichte einer kleinen Grisette, 1922
- Die Salige
- Venus und das Mädchengrab. Liebesgeschichte eines Sonderlings, 1926
- Die Verliebten und ihre Stadt, 1927
- Die Apotheke zur blauen Gans. Roman aus seltsamem Grenzland, 1928
- Wild und frei. Thema mit Variationen, 1928
- Der große alte Kater. Eine Schopenhauer-Geschichte, 1929
- Die Verführerin. Eine Wiener Geschichte, 1930
- Der große und der kleine Klaus, 1931
- Das Lächeln der Marie Antoinette, 1932
- Ein Deutscher. Zsgestellt aus Fragmenten der Erinnergen des Christoph Magnus von Raithenau, 1933
- Der große Traum der kleinen Wienerin. Eine heitere Staatsaktion, 1936
- Brüder im Sturm, 1940
- Wenn Majestäten lieben, 1949